# Nathalia Dill
Nathalia Goyannes Dill Orrico, szerzej znana jako Nathalia Dill (ur. 24 marca 1986) — brazylijska aktorka.

## Filmografia

### Seriale
- 2007: Mandrake — Valentina
- 2007 — 2008: Malhação — Débora Rios
- 2009: Paraíso — Maria Rita Godói
- 2010: Escrito nas Estrelas — Viviane
- 2011: Cordel Encantado — Doralice Peixoto
- 2012: Avenida Brasil — Débora Magalhães Queiroz

### Filmy
- 2007: Elitarni — studentka
- 2008: Feliz Natal — Marília
- 2008: Apenas o Fim
- 2009: Do Re Mi Fábrica (film TV) — Viola
- 2012: Paraísos Artificiais — Érika